# Неводчиков, Михаил Васильевич
Михаил Васильевич Неводчиков (Новодчиков; 1706 — после 1775) — российский купец, мореплаватель, картограф, геодезист, подштурман, согласно «РБСП», «открывший Алеутские острова» (разумеется речь идёт лишь о некоторых из них, в частности об острове Атту).

## Биография
Подробных биографических сведений о Михаиле Васильевиче Неводчикове не имеется; известно, что он родился в 1706 году и происходил из купеческой семьи; в других источниках его называют то устюжским посадским человеком, то великоустюжским крестьянином, то тобольским купцом, то тобольским крестьянином.
В 1740-х гг. участвовал во Второй Камчатской экспедиции, в 1742 году «был определен к должности геодезической для рисования карт и снимания с берегов прешпектов», плавал на пакетботе «Иоанн» от Большерецкого устья до Японии и обратно; в следующем году, плавая на боте «Березовск» описывал берега от Большерецкого до реки Хатханы.

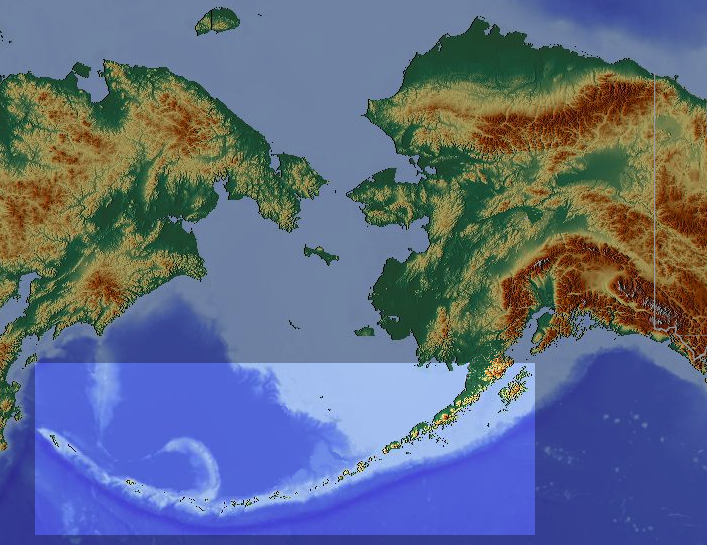
Алеутские острова

В то время многие частные промышленники и сибирские казаки, подстрекаемые богатым промыслом морских зверей, предпринимали далекие и отважные путешествия в открытом океане и в устьях втекающих в него рек; нередко они открывали неведомые до того времени острова и даже приводили в русское подданство жителей последних; так, например, известны купцы Толстых, Шилов и другие, открывшие несколько островов Алеутской гряды. К числу таких промышленников следует отнести М. В. Неводчикова, который в 1745 году соорудил с купцом Себаевским бот, отправился на этом боте в качестве «мореходца» в Тихое море «для обыскания неведанных островов и народов», открыл три острова «с людьми», которые вскоре были приведены «в подданство и платеж» и «каждогодно ясак платили бобрами».
За открытие новых островов Hеводчиков был пожалован 20 июня 1752 года в унтер-офицеры с определением к Охотскому порту; в августе следующего года был определен в штурманские ученики, и в июле произведен в подштурманы. В этом звании он неоднократно плавал в качестве командира разных ботов, галиотов и бригантин с различными поручениями к Курильским островам, к берегам Камчатки и т.д.
Из дальнейшей его судьбы известно, что в 1760-х годах он участвовал в экспедиции капитана Креницына, находясь на боте «Святой Гавриил»; в 1767 году Михаил Васильевич Неводчиков «за дряхлостью и слепотой» вышел в отставку.
С 1771 года Неводчиков «обучал школьников рисованию карт» в Охотской навигацкой школе. В 1775 году он принимал участие в проектировании переноса порта города Охотск в устье реки Ульи, где занимался преимущественно практической гидрографической его частью.
Его именем была названа бухта на одном из островов Алеутского архипелага.